# Moników
Moników [pronunciación en polaco: /mɔˈnikuf/] es un pueblo ubicado en el distrito administrativo de Gmina Wola Krzysztoporska, dentro del condado de Piotrków, Voivodato de Łódź, en el centro de Polonia.